# St Margaret's Island
St Margaret's Island är en ö i Storbritannien.   Den ligger i kommunen Pembrokeshire och riksdelen Wales, i den södra delen av landet, 300 km väster om huvudstaden London. Arean är 0,11 kvadratkilometer.
Terrängen på St Margaret's Island är mycket platt. Öns högsta punkt är 26 meter över havet. 